# Отока
Отока (пол. Otoka) — село в Польщі, у гміні Лонюв Сандомирського повіту Свентокшиського воєводства.
Населення — 229 осіб (2011).
У 1975-1998 роках село належало до Тарнобжезького воєводства.

## Демографія
Демографічна структура на день 31 березня 2011 року:
|          | Загалом | Допрацездатний вік | Працездатний вік | Постпрацездатний вік |
| -------- | ------- | ------------------ | ---------------- | -------------------- |
| Чоловіки | 117     | 22                 | 74               | 21                   |
| Жінки    | 112     | 22                 | 57               | 33                   |
| Разом    | 229     | 44                 | 131              | 54                   |